# 阔里吉思 (平章政事)
阔里吉思（?—?），又作阔儿吉思、阔儿吉司，元朝大臣。
早年侍奉元武宗，天历二年（1329年），元明宗即位，任中书左丞。至顺三年（1332年），元宁宗即位，由宣政使复为中书右丞。宁宗死后，奉命到静江路迎立妥懽贴睦尔为元顺帝。元统二年（1334年），任平章政事。次年七月，知枢密院事。和右丞相伯颜平定左丞相唐其势的政变，封宜国公，兼左翊蒙古侍卫亲军都指挥使，卒年五十五岁，谥号忠襄。